# Macksville
Macksville es una ciudad ubicada en el condado de Stafford, Kansas, Estados Unidos. Tiene una población estimada, a mediados de 2021, de 471 habitantes.

## Geografía
La localidad está ubicada en las coordenadas 37°57′26″N 98°58′8″O / 37.95722, -98.96889 (37.95723, -98.968862).

## Demografía
Según la Oficina del Censo, en 2000 los ingresos medios de los hogares de la localidad eran de $30,625 y los ingresos medios de las familias eran de $36,458. Los hombres tenían ingresos medios por $24,583 frente a los $18,036 que percibían las mujeres. Los ingresos per cápita para la localidad eran de $12,594. Alrededor del 17.2% de la población estaba por debajo del umbral de pobreza.
De acuerdo con la estimación 2017-2021 de la Oficina del Censo, los ingresos medios de los hogares de la localidad son de $49,375 y los ingresos medios de las familias son de $54,167. Alrededor del 2.7% de la población está por debajo del umbral de pobreza.